# Équitation aux Jeux olympiques d'été de 2004
Navigation
Sydney 2000 Pékin/Hong-Kong 2008
Les épreuves d’équitation aux Jeux olympiques d'été de 2004 se sont déroulées du 15 au 27 août 2004 au centre équestre olympique de Markópoulo. La compétition est composée de six épreuves issues de trois disciplines équestres disputées à titre individuel et par équipe : le concours complet, le dressage et le saut d'obstacles. Trente-sept nations représentées par 203 athlètes prennent part à la compétition. Les États-Unis remportent le plus grand nombre de médailles lors de ces compétitions équestres avec cinq médailles dont une en or et deux en argent. L'Allemagne obtient quatre médailles dont une en or et une en argent. Le Royaume-Uni totalise quant à lui trois médailles.
Pour la première fois de l'histoire des Jeux, le concours complet se dispute sous un nouveau format. Les phases de routier et de steeple ont été abandonnées et remplacées par une seconde épreuve de saut d'obstacles permettant de définir le classement individuel.
Cette édition des Jeux a été entachée par plusieurs controverses : la première relative à deux cas de dopage, et la seconde concernant la qualité du terrain de saut d'obstacles où trois chevaux se sont gravement blessés.

## Organisation

### Site des compétitions
Les épreuves équestres se sont tenues sur le site de Markópoulo.

### Calendrier
Les épreuves équestres se sont déroulées du 15 août au 18 août 2004 pour les épreuves de complet, du 20 au 21 août puis du 23 au 25 août 2004 pour le dressage et les 22, 24 et 27 août 2004 pour le saut d'obstacles.
| Équitation aux Jeux olympiques de 2004 | Équitation aux Jeux olympiques de 2004 | Équitation aux Jeux olympiques de 2004 | Équitation aux Jeux olympiques de 2004 | Équitation aux Jeux olympiques de 2004 | Équitation aux Jeux olympiques de 2004 | Équitation aux Jeux olympiques de 2004 | Équitation aux Jeux olympiques de 2004 | Équitation aux Jeux olympiques de 2004 | Équitation aux Jeux olympiques de 2004 | Équitation aux Jeux olympiques de 2004 | Équitation aux Jeux olympiques de 2004 | Équitation aux Jeux olympiques de 2004 | Équitation aux Jeux olympiques de 2004 | Équitation aux Jeux olympiques de 2004 | Équitation aux Jeux olympiques de 2004 | Équitation aux Jeux olympiques de 2004 | Équitation aux Jeux olympiques de 2004 | Équitation aux Jeux olympiques de 2004 | Équitation aux Jeux olympiques de 2004 |
| Août                                   | Août                                   | Août                                   | 14                                     | 15                                     | 16                                     | 17                                     | 18                                     | 19                                     | 20                                     | 21                                     | 22                                     | 23                                     | 24                                     | 25                                     | 26                                     | 27                                     | 28                                     | 29                                     | 30                                     |
| -------------------------------------- | -------------------------------------- | -------------------------------------- | -------------------------------------- | -------------------------------------- | -------------------------------------- | -------------------------------------- | -------------------------------------- | -------------------------------------- | -------------------------------------- | -------------------------------------- | -------------------------------------- | -------------------------------------- | -------------------------------------- | -------------------------------------- | -------------------------------------- | -------------------------------------- | -------------------------------------- | -------------------------------------- | -------------------------------------- |
| Saut d'obstacles                       | Saut d'obstacles                       | Saut d'obstacles                       |                                        |                                        |                                        |                                        |                                        |                                        |                                        |                                        |                                        |                                        | 1                                      |                                        |                                        | 1                                      |                                        |                                        |                                        |
| Dressage                               | Dressage                               | Dressage                               |                                        |                                        |                                        |                                        |                                        |                                        |                                        | 1                                      |                                        |                                        |                                        | 1                                      |                                        |                                        |                                        |                                        |                                        |
| Concours complet                       | Concours complet                       | Concours complet                       |                                        |                                        |                                        |                                        | 2                                      |                                        |                                        |                                        |                                        |                                        |                                        |                                        |                                        |                                        |                                        |                                        |                                        |

|  | Jour de compétition |  | Jour de finale |

## Participation
Lors de cette édition, 37 nations ont participé aux épreuves équestres des jeux, représentées par 203 athlètes. Deux pays sont parvenus à engager 13 athlètes : l'Allemagne et les États-Unis. La Biélorussie et la Thaïlande font leur première participation de l'histoire dans les épreuves équestres en engageant chacune un athlète.
- Allemagne (13)
- Antilles néerlandaises (1)
- Arabie saoudite (2)
- Argentine (4)
- Australie (8)
- Autriche (9)
- Belgique (9)
- Bermudes (1)
- Biélorussie (1)
- Brésil (9)
- Bulgarie (1)
- Canada (10)
- Colombie (1)
- Corée du Sud (4)
- Croatie (1)
- Danemark (5)
- Espagne (4)
- États-Unis (13)
- France (11)
- Grande-Bretagne (11)
- Grèce (7)
- Irlande (10)
- Italie (8)
- Japon (4)
- Jordanie (1)
- Mexique (4)
- Nouvelle-Zélande (10)
- Pays-Bas (8)
- Pologne (4)
- Porto Rico (1)
- Portugal (1)
- République tchèque (1)
- Roumanie (1)
- Russie (3)
- Suède (11)
- Suisse (10)
- Thaïlande (1)

## Épreuves
Six titres issus de trois disciplines sont disputés à l'occasion de ces Jeux olympiques d'été de 2004.
| Discipline       | Individuel | Par équipe | Total |
| ---------------- | ---------- | ---------- | ----- |
| Dressage         | 1          | 1          | 2     |
| Saut d'obstacles | 1          | 1          | 2     |
| Concours complet | 1          | 1          | 2     |
| Total            | 3          | 3          | 6     |

## Compétition et résultats

### Concours complet
Cette édition des Jeux présente la particularité d'offrir un nouveau format à l'épreuve de complet. Pour la première fois de l'histoire des Jeux, la compétition se court sans les phases de routier et de steeple, remplacées par une épreuve de saut d'obstacles supplémentaires pour les vingt-cinq meilleurs cavaliers individuels. La Fédération équestre internationale (FEI) justifie son choix en affirmant que ce format permet de développer la discipline dans les pays peu familiarisés avec le complet et qu'il permet de préserver les chevaux.
Le parcours de cross a été créé par l'italien Albino Garbari, qui a dessiné une course accessible à l'ensemble des compétiteurs. Même s'il s'agit d'une compétition 4 étoiles, le parcours comporte peu de difficultés. De par l'esprit olympique, les vétérans du complet côtoient en effet des cavaliers et des nations moins expérimentés. Le parcours est composé de 34 obstacles demandant 45 efforts sur une distance de 5 570 m à parcourir à une vitesse imposée de 570 m/min. Il comporte deux passages dans l'eau et de nombreuses montées et descentes.

#### Concours complet par équipes
Les deux premières journées d'épreuves sont réservées au dressage. Dans cette première partie du concours, la Grande-Bretagne mène la compétition suivi de la France, de l'Allemagne, des États-Unis et de l'Australie. Lors de l'épreuve de cross, la France s'empare de la tête du classement provisoire. La compétition se conclut sur l'épreuve de saut d'obstacles, épreuve permettant de tester la fraicheur des chevaux à la fin du concours. L'Allemagne aligne les parcours sans faute ou à 4 points, ce qui permet à l'équipe de décrocher la médaille d'or. La France est pénalisée par certains parcours réalisés avec trois barres et du dépassement de temps, mais obtient la médaille d'argent grâce à l'avance obtenue dans les précédentes épreuves. La Grande-Bretagne obtient la médaille de bronze.
À l'issue de l'épreuve de saut d'obstacles, il est apparu que l'allemande Bettina Hoy a passé deux fois la ligne de départ. Cette faute est normalement sanctionnée par 4 points comme un refus auxquels s'ajoute du temps dépassé. Bettina Hoy aurait dû être sanctionnée de 14 points, reléguant l'Allemagne hors du podium. Pendant une heure, les juges ont attribué la médaille d'or à la France, la lui retirant une heure encore plus tard, juste avant le passage du cavalier postulant pour la médaille d'or en individuel Nicolas Touzaint,.
Les équipes lésées, la France, la Grande-Bretagne et les États-Unis, ont déposé un dossier commun de réclamation. Le verdict est tombé samedi 21 août 2004 : la France récupère sa médaille d'or, la Grande-Bretagne prend la médaille d'argent et les États-Unis la médaille de bronze.
| Classement | Pays        | Cavaliers                                                                  | Chevaux                                                                             | Pénalités |
| ---------- | ----------- | -------------------------------------------------------------------------- | ----------------------------------------------------------------------------------- | --------- |
|            | France      | Nicolas Touzaint Jean Teulère Didier Courrèges Arnaud Boiteau Cédric Lyard | Galan de Sauvagère Espoir de la Mare Debat d'Estruval Expo du Moulin Fine Merveille | 140,400   |
|            | Royaume-Uni | Philippa Funell Leslie Law Mary King Jeanette Brakewell William Fox-Pitt   | Primmore's Pride Shear L'Eau King Solomon III Over To You Tamarillo                 | 143,000   |
|            | États-Unis  | Kimberly Severson Amy Tryon Darren Chiacchia John Williams Julie Richards  | Winsome Adante Poggio II Windfall 2 Carrick Jacob Two Two                           | 145,600   |

#### Concours complet individuel

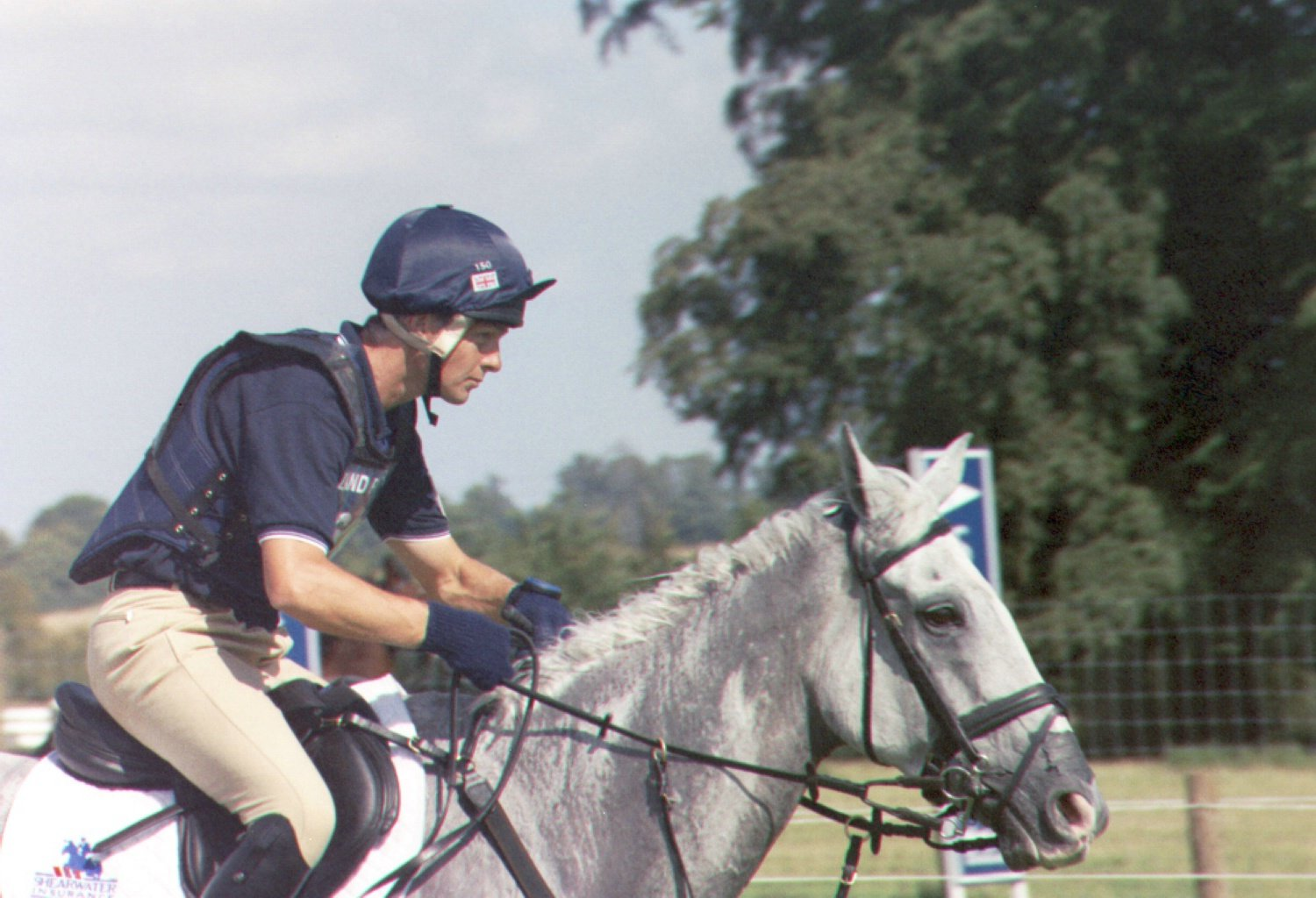
Leslie Law, ici en 2004 lors du Burghley Horse Trials, remporte l'or.

La compétition individuelle se déroule en même temps que le concours par équipe et sur les mêmes épreuves avec l'ajout, pour la première fois de l’histoire olympique, avec ce nouveau format d'une deuxième épreuve de saut d'obstacles. Dans l'épreuve de dressage, le français Nicolas Touzaint réalise la meilleure performance avec seulement 29.40 points. Il est suivi par la britannique Pippa Funnell et ses 31.40 points et l'allemande Bettina Hoy et ses 32 points. À l'issue de l'épreuve de cross, Nicolas Touzaint conserve la tête du classement provisoire avec un parcours de cross sans pénalité. Bettina Hoy prend la seconde place du classement provisoire avec 3.60 points de pénalité. Pippa Funnell accuse quant à elle 11.20 points de pénalités pour 28 secondes dépassées,. Quatrième après le dressage avec 36.20 points, l'américaine Kimberly Severson prend la troisième place du classement provisoire après un parcours de cross sans pénalité, boucé avec seize secondes d'avance. Lors de la première manche de saut d'obstacles les britanniques Leslie Law et Pippa Funnell réalisent un sans faute. Nicolas Touzaint fait une barre. Dans la seconde manche, où seuls les 25 couples les mieux classés participent, le français renverse quatre barres et prend trois points de temps dépassé. Ces 19 points de pénalités sur l'épreuve l'excluent définitivement du podium alors qu'il avait jusqu'ici mené la compétition. Il termine à la 8e place,. Seuls deux parcours sans faute sont réalisés sur cette manche : l'un part Leslie Law, et l'autre par l'américaine Amy Tryon. Leslie Law remporte la médaille d'or avec 44.40 points de pénalité, Kimberly Severson prend l'argent avec 45.20 points et Pippa Funnell la médaille de bronze avec 46.60 points,,.
| Classement | Cavalier          | Cheval           | Pays        | Pénalités |
| ---------- | ----------------- | ---------------- | ----------- | --------- |
|            | Leslie Law        | Shear l'Eau      | Royaume-Uni | 44,400    |
|            | Kimberly Severson | Winsome Adante   | États-Unis  | 45,200    |
|            | Philippa Funnell  | Primmore's Pride | Royaume-Uni | 46,600    |

### Dressage

#### Dressage par équipes
L'Allemagne remporte la médaille d'or par équipe, soit la dix-huitième de leur histoire en dressage, et domine largement la compétition avec une moyenne de 74.65 %,. L'Espagne s'installe sur la seconde marche du podium et crée la surprise en obtenant une moyenne de 72.91 %,. Cette médaille est notamment liée à la performance de Beatriz Ferrer Salat qui obtient 74.67 % et de Rafael Soto et son pure race espagnole Invasor qui obtiennent 72.79 %,. L'équipe compte en effet parmi ces chevaux deux chevaux pure race espagnole ainsi qu'un lusitanien. Les États-Unis remportent pour la quatrième olympiade consécutive la médaille de bronze avec 71.50 %,.
| Classement | Pays       | Cavaliers                                                            | Chevaux                                 | Score |
| ---------- | ---------- | -------------------------------------------------------------------- | --------------------------------------- | ----- |
|            | Allemagne  | Ulla Salzgeber Martin Schaudt Hubertus Schmidt Heike Kemmer          | Rusty Weltall Wansuela Suerte Bonaparte | 74,65 |
|            | Espagne    | Beatriz Ferrer Salat Rafael Soto Juan Antonio Jimenez Ignacio Rambla | Beauvalais Invasor Guizo Oleaje         | 72,91 |
|            | États-Unis | Deborah McDonald Robert Dover Guentër Seidel Lisa Wilcox             | Brentina Kennedy Aragon Relevant 5      | 71,50 |

#### Dressage individuel
Dans le Grand Prix, l'allemande Ulla Salzgeber domine largement l'épreuve avec une moyenne de 78.208 % devant l'espagnole Beatriz Ferrer Salat et ses 74.667 % et la néerlandaise Anky van Grunsven et ses 74.208 %. Dans le Grand Prix Spécial, l'écart se réduit entre l'allemande et la néerlandaise, Rusty, le cheval d'Ulla Salzgeber, faisant plusieurs fautes sur sa reprise,. Ulla Salzgeber termine ainsi l'épreuve à 76.524 % et Anky van Grunsven à 76.004%. Mais c'est lors de la Reprise libre en musique que le classement va être bousculé, puisque la néerlandaise parvient à obtenir la note de 85.82% devant l'allemande qui n'obtient que 83.45 %. Sa prestation est particulièrement saluée du fait de la qualité de ses allongements au trot, de ses piaffers, de ses passages et de ses pirouettes ; ces mouvements étant réalisés sur une sélection de chansons françaises. Anky van Grunsven remporte ainsi la médaille d'or individuelle, pour la seconde olympiade consécutive, avec une moyenne de 79.27 %,. Cette seconde médaille est le fruit du travail de la cavalière sur un nouveau cheval, Salinero, un hanovrien de dix ans, qui succède à son cheval de tête Bonfire avec lequel elle avait remporté la médaille d'or aux Jeux de Sydney en 2000. Ulla Salzgeber, pourtant favorite, prend la médaille d'argent en totalisant une moyenne de 78.83 % et Beatriz Ferrer Salat la médaille de bronze avec 76,66 %,.
| Classement | Cavalier             | Cheval     | Pays      | Score |
| ---------- | -------------------- | ---------- | --------- | ----- |
|            | Anky van Grunsven    | Salinero   | Pays-Bas  | 79,27 |
|            | Ulla Salzgeber       | Rusty      | Allemagne | 78,83 |
|            | Beatriz Ferrer Salat | Beauvalais | Espagne   | 76,66 |

### Saut d'obstacles

#### Saut d'obstacles par équipes
La Coupe des nations s'est courue le 24 août en deux épreuves : l'une le matin et l'autre en nocturne. L'Allemagne domine la compétition en conservant la tête du classement sur l'ensemble des épreuves, la prestation de Ludger Beerbaum qui réalise deux parcours sans faute étant particulièrement notable. Après l'abandon de la France à l'issue de la première épreuve, les Pays-Bas et les États-Unis sont les mieux placés avec seulement 8 points de pénalités. La Suède, la Suisse et la Belgique sont juste derrière avec 12 points de pénalités. Au cours de la deuxième épreuve, la Suède et les États-Unis totalisent le même nombre de points de pénalités, et ce notamment grâce aux parcours sans faute de Rolf-Göran Bengtsson et de Beezie Madden. La seconde et la troisième place se jouent alors au barrage. Dans cette épreuve, les américains assurent la victoire en alliant vitesse et parcours sans faute. À l'issue de la compétition, l'Allemagne est médaille d'or, suivie des États-Unis et de la Suède.
Vendredi 3 décembre 2004, la Fédération équestre internationale (FEI) annonce sa décision de disqualifier Goldfever 3, le cheval de Ludger Beerbaum, le contrôle antidopage ayant détecté la présence d’un anti-inflammatoire interdit, la  bétaméthasone. À la suite de cette disqualification, les États-Unis sont champions olympiques et la Suède médaille d’argent. L'Allemagne est médaille de bronze, malgré la disqualification de Ludger Beerbaum.
| Classement | Pays       | Cavaliers                                                          | Chevaux                                           | Pénalités |
| ---------- | ---------- | ------------------------------------------------------------------ | ------------------------------------------------- | --------- |
|            | États-Unis | Beezie Madden Chris Kappler Mclain Ward Peter Wylde                | Authentic Royal Kaliber Sapphire Fein Cera        | 20,000    |
|            | Suède      | Rolf-Göran Bengtsson Peter Eriksson Malin Baryard Peder Fredricson | MacKinley Cardento Butterfly Flip Magic Bengtsson | 20,000    |
|            | Allemagne  | Otto Becker Marco Kutscher Christian Ahlmann                       | Cento Montender Coster                            | 21,000    |

#### Saut d'obstacles individuel

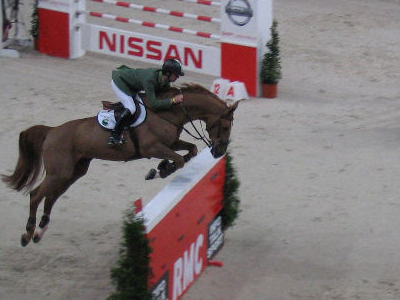
Rodrigo Pessoa et Baloubet du Rouet en 2005.

L'épreuve individuelle de saut d'obstacles se déroule en deux manches avec les compteurs de points remis à zéro après la compétition par équipe. Lors de la première manche, seuls deux cavaliers sur quarante-six partant parviennent à réaliser un sans faute : le Britannique Nick Skelton et l'Irlandaise Jessica Kuerten. La deuxième manche se déroule sur un parcours « particulièrement délicat », d'après la presse équestre, comprenant notamment un mur d'1,63 m de hauteur, une barre de spa de 2,20 m de large et un oxer d'1,85 m. Dans cette deuxième manche, seuls deux cavaliers assurent le sans faute : le Brésilien Rodrigo Pessoa et l'Irlandais Cian O'Connor. Nick Skelton et Jessica Kuerten perdent leur chance de médaille dans cette seconde manche en réalisant respectivement 13 et 21 points de pénalité. Avec seulement 4 points sur la première manche, Cian O'Connor est médaille d'or. Derrière lui, Rodrigo Pessoa et Chris Kappler ont 8 points de pénalité et disputent le barrage pour la médaille d'argent et la médaille de bronze. Le Brésilien réalise un très bon temps mais fait tomber une barre sur le dernier oxer,. Durant le parcours de Chris Kappler, son cheval Royal Kaliber est victime d'une lésion du tendon, ce qui oblige l'Américain à abandonner,. Le classement final offre donc la médaille d'or à Cian O'Connor, la médaille d'argent à Rodrigo Pessoa et la médaille de bronze à Chris Kappler.
Lors des contrôles antidopage, le cheval de Cian O'Connor, Waterford Crystal, est testé positif à la fluphénazine et au zuclophenthixol, deux substances interdites. En mars 2005, l'Irlandais est donc privé de sa médaille d'or et est suspendu pour trois mois par la FEI,. La médaille d'or revient alors à Rodrigo Pessoa, Chris Kappler prend l'argent et l'Allemand Marco Kutscher monte sur le podium et remporte la médaille de bronze.
| Classement | Cavalier       | Cheval            | Pays       | Pénalités |
| ---------- | -------------- | ----------------- | ---------- | --------- |
|            | Rodrigo Pessoa | Baloubet du Rouet | Brésil     | 8,000     |
|            | Chris Kappler  | Royal Kaliber     | États-Unis | 8,000     |
|            | Marco Kutscher | Montender 2       | Allemagne  | 9,000     |

## Tableau des médailles
Les États-Unis remportent le plus grand nombre de médailles lors de ces compétitions équestres avec cinq médailles dont une en or et deux en argent. L'Allemagne obtient quatre médailles dont une en or et une en argent. Le Royaume-Uni totalise quant à lui trois médailles.
| Rang | Pays        | Médaille d'or | Médaille d'argent | Médaille de bronze | Total |
| 1    | États-Unis  | 1             | 2                 | 2                  | 5     |
| 2    | Allemagne   | 1             | 1                 | 2                  | 4     |
| 3    | Royaume-Uni | 1             | 1                 | 1                  | 3     |
| 4    | France      | 1             | 0                 | 0                  | 1     |
| 5    | Pays-Bas    | 1             | 0                 | 0                  | 1     |
| 6    | Brésil      | 1             | 0                 | 0                  | 1     |
| 7    | Espagne     | 0             | 1                 | 1                  | 2     |
| 8    | Suède       | 0             | 1                 | 0                  | 1     |

## Controverses

### Dopage
Deux cas de dopage ont été constatés lors de cette édition. Le premier concerne Waterford Crystal, le cheval de Cian O'Connor, médaille d'or en saut d'obstacles en individuel, qui a été testé positif lors des contrôles vétérinaires. La question sur le maintien ou non de sa médaille d'or s'est donc posée jusqu'à ce qu'en mars 2005, un comité statue sur le fait que le cavalier n'a pas délibérément voulu adresser un produit dopant à son cheval afin d'améliorer sa performance. Il a cependant du rendre sa médaille d 'or au profit du brésilien Rodrigo Pessoa,. Le second cas concerne l'équipe allemande de saut d'obstacles, où la commission juridique de la Fédération équestre internationale (FEI) décide de disqualifier le cavalier Ludger Beerbaum à la suite de la découverte de bétaméthasone, un anti-inflammatoire, sur son cheval Goldfever. L'équipe allemande perd ainsi sa médaille d'or et est rétrogradée à la troisième place du classement,. Une suspicion de dopage pesait également sur Bettina Hoy, mais la cavalière allemande a été acquittée.

### Qualité du terrain
En saut d'obstacles, sur les 77 partants, trois chevaux ont quitté le terrain en ambulance. Tous les trois avaient une lésion similaire du tendon fléchisseur superficiel (perforé) : 
- Who Knows Lilly, monté par l’argentin Féderico Sztyrle lors du 1er tour des épreuves par équipe[30],
- Dilème de Cèphe, monté par le français Bruno Broucqsault lors du 1er tour des épreuves par équipe[30],
- Royal Kaliber, monté par l’américain Chris Kappler lors du barrage pour la médaille d'argent ou de bronze individuelle[30].

La qualité du gazon a été notamment été remise en cause. Une enquête a été ouverte par la FEI qui a statué que dorénavant un terrain en herbe devait être testé trois ans avant d'accueillir une compétition équestre de grande importance, ou alors être recouvert de sable, mais celui-ci devait être testé un an avant une grande échéance.